# وبائية الربو
| no data <100 100–150 150–200 200–250 250–300 300–350 | 350–400 400–450 450–500 500–550 550–600 >600 |

معدل السنة الحياتية للإعاقة بالنسبة لوباء الربو لكل 100000 من السكان في العام 2004.
no data
<100
100–150
150–200
200–250
250–300
300–350
350–400
400–450
450–500
500–550
550–600
>600

بحلول العام 2011، قدرت أعداد الأشخاص المصابين بالربو عالميًا بحوالي 235 مليون شخص، بالإضافة إلى قرابة 250000 شخص يموتون بسبب هذا المرض في كل عام. وفي البلدان المنخفضة والمتوسطة الدخل، تشكل نسبة الوفيات أكثر من 80%. تتفاوت نسب انتشار الربو بين الدول بين 1% و 18%، وهو أكثر انتشارًا في البلدان المتقدمة مقارنة مع البلدان النامية، حيث أن المعدلات المنخفضة منتشرة في كل من آسيا وأوروبا الشرقية وأفريقيا. وفي البلدان المتقدمة، يكون الربو أكثر شيوعًا بين الأشخاص محدودي الدخل، على عكس الدول النامية التي تنتشر بها بين الأثرياء. والسبب في هذا الاختلاف غير معروف.
يشيع الربو بين الأولاد مرتين أكثر من شيوعه بين البنات، وينتشر الربو الحاد بينهم بمعدلات متساوية. في حين أن هذا الوباء ينتشر بين النساء بمعدلات أعلى من انتشاره بين الرجال، ويشيع الربو بين الشباب أكثر من شيوعه بين كبار السن.

## ارتفاع معدلات الإصابة

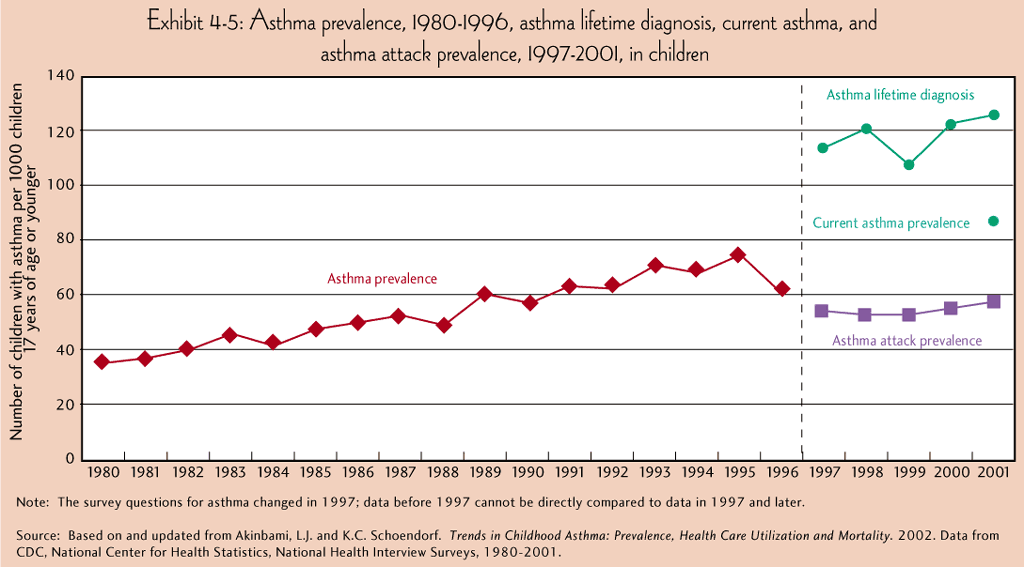
زيادة معدل انتشار الربو بين الأطفال في الولايات المتحدة منذ عام 1980، وخاصة بين الأطفال الأصغر سناً.

تزايدت معدلات الإصابة بالربو بشكل كبير بين ستينات القرن الماضي والعام 2008، وقد تم الاعتراف به كمشكلة صحية عامة كبرى منذ سبعينيات القرن الماضي. أصيب حوالي 9% من أطفال الولايات المتحدة بالربو في عام 2001 مقارنة بـ 3.6% فقط في عام 1980. وتفيد منظمة الصحة العالمية أن حوالي 10% من سكان سويسرا مصابون بالربو منذ عام 2007، مقارنة بنسبة 2% سجلت قبل 25-30 عامًا مضت. وفي الولايات المتحدة الأمريكية، ارتفع معدل انتشار الربو من نسبة 7.3% إلى 8.2% خلال الأعوام 2001-2009.

## بيانات الإصابة في مناطق العالم

### الولايات المتحدة الأمريكية
تصل نسبة الإصابة بالربو بين سكان الولايات المتحدة إلى حوالي 7%، وهناك قرابة 4210 شخص يموتون في كل عام بسبب هذا المرض. في العام 2005، أصيب أكثر من 22 مليون شخص بالربو من ضمنهم 6 ملايين طفل، وأُدخل على إثره قرابة 500000 شخص إلى المستشفى في نفس العام. وفي العام 2010، شكلت حالات الربو أكثر من ربع الحالات في أقسام الطوارئ في الولايات المتحدة الأمريكية بين الأطفال في سن 1-9 سنوات، وكان التشخيص متكررًا للأطفال الذين تتراوح أعمارهم بين 10-17 عامًا. وبين الأعوام 2000-2010، انخفضت معدلات إقامة الأطفال في المستشفيات بسبب الربو من 165 لتصبح 130 لكل 100000 من السكان، في حين بقيت معدلات البالغين على حالها بنسبة وصلت إلى حوالي 119 شخص لكل 100000 من السكان.
يعد انتشار الربو في الولايات المتحدة الأمريكية أعلى من غالبية بلدان العالم الأخرى، ولكنه يخلف بشكل كبير بين السكان الإثنيين. ينتشر الربو بمعدلات أعلى بين البورتوريكيين والأمريكيين من أصل أفريقي والفلبينيين والأمريكيين من أصل إيرلندي وسكان هاواي الأصليين، وتعد معدلات انتشاره أقل بين المكسيكيين والكوريين. في عام 2010، كانت معدلات دخول المستشفيات المرتبطة بالربو أعلى بأكثر من ثلاثة أضعاف بين الأطفال الأمريكيين من أصل أفريقي ومرتين أعلى بين البالغين الأمريكيين من أصل أفريقي مقارنة مع الأشخاص البيض والآسيويين وسكان جزر المحيط الهادئ. كما أن الأطفال الذين يولدون في أسر منخفضة الدخل يكونون أكثر عرضة للإصابة بالربو.
كما أن انتشار الربو يتفاوت بين السكان من نفس العرق الذين يولدون ويعيشون في أماكن مختلفة. فعلى سبيل المثال، فإن المكسيكيين المولودين في الولايات المتحدة الأمريكية لديهم معدلات إصابة بالربو أعلى من المكسيكيين الذين لم يولدوا في الولايات المتحدة الأمريكية ولكنهم يعيشون فيها.

### المملكة المتحدة
إن حوالي 5% من سكان المملكة المتحدة مصابون بالربو، وقد تم تشخيص إصابة 261400 شخص بالربو في إنجلترا في عام 2005. وهناك 5.7 مليون شخص تم تشخيص إصابتهم بالربو، بالإضافة إلى 32.6 مليون شخص وصفت لهم وصفات طبية متعلقة بالربو.

### كندا
تصور البيانات اتجاهًا متزايدًا في انتشار الربو بين سكان كندا. فبين الأعوام 2000-2001، تم رصد انتشار الربو بنسبة 6.5%، وظهرت زيادة بنسبة 4.3% بين الأعوام 2010-2011، حيث بلغ معدل انتشار الربو 10.8% بين سكان كندا.
علاوة على ذلك، تتفاوت نسب انتشار الربو بين المقاطعات الكندية. وفي أونتاريو يوجد أعلى نسبة انتشار بنسبة 12.1%، في حين أنّ أدنى معدل في نونافوت بنسبة 3.8%. وعلى الرغم من وجود انخفاض عام في حالات الإصابة بالربو في كندا، إلا أن معدل انتشار المرض في ارتفاع. ويمكن أن يعود السبب في ذلك إلى انخفاض معدل الوفيات بسبب حالات معينة بسبب تحسين التحكم والسيطرة على الربو وأعراضه.

### أمريكا اللاتينية والوسطى
تقدر أعداد المصابين بالربو في أمريكا اللاتينية بقرابة 40 مليون شخص.
تفيد بعض التقارير أنّ الإقامة في المناطق الحضرية في أمريكا اللاتينية مرتبطة بزيادة انتشار الربو. وتعد نسب ارتفاع الربو في مرحلة الطفولة أعلى من 15% في غالبية دول أمريكا اللاتينية. وتشير دراسة متعلقة بانتشار الربو في هافانا إلى أن حوالي 9% من الأطفال في كوبا دون سن 15 غير مصابون بالربو، وقد يعود السبب في ذلك إلى نقص الموارد في تلك المنطقة.

### آسيا
تعتبر البيانات المتعلقة بالربو في قارة آسيا شحيحة، خاصة تلك المتعلقة بالسكان البالغين. ومع ذلك، فإن معدل انتشار الربو بين الأطفال في ارتفاع على غرار بقية أنحاء العالم. توفر دراسات الطفولة المنهجية مثل الدراسة الدولية حول الربو والحساسية في مرحلة الطفولة بيانات بخصوص وباء الربو بين سكان آسيا الفتي. ويعد رصد حالات انتشار الربو بين السكان البالغين في آسيا أقل وضوحًا مقارنةً بالسكان الأصغر سنًا. وتشير البيانات المتاحة إلى وجود علاقة إيجابية بين العمر وانتشار الربو. تشير النتائج إلى أن معدل انتشار الربو بين السكان البالغين في آسيا يعد أقل بنسبة 5%، في حين تشير النتائج المتعلقة بالسكان من كبار السن إلى معدلات تتراوح بين 1.3%-15.3%.